# Riesi

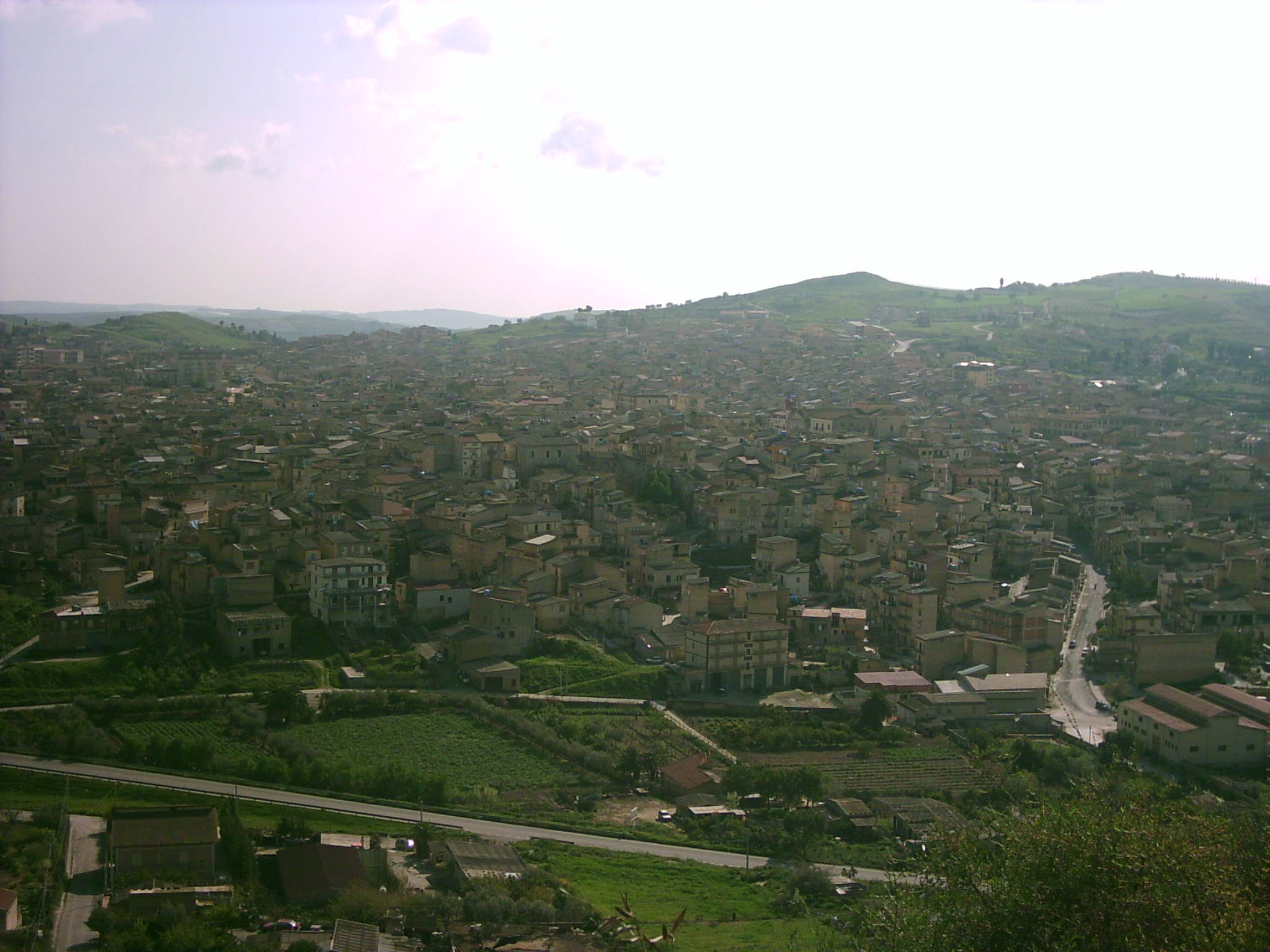
Blick auf Riesi

Riesi [ɾiˈeːzi] ist eine Stadt im Freien Gemeindekonsortium Caltanissetta in der Region Sizilien in Italien mit 10.409 Einwohnern (Stand 31. Dezember 2023).

## Lage und Daten
Riesi liegt 23 Kilometer südlich von Caltanissetta. Die Einwohner arbeiten hauptsächlich in der Landwirtschaft.
Die Nachbargemeinden sind Barrafranca (EN) (14 km), Butera (14 km), Mazzarino (11,5 km), Pietraperzia (EN) (15,5 km), Ravanusa (AG) (10 km) und Sommatino (10 km).

## Geschichte
Der Ort wurde im 13. Jahrhundert gegründet. In der arabischen Zeit wurde das Gebiet der heutigen Stadt „verlassener Ort“ genannt. Die Bedeutung des heutigen Namens der Stadt ist „Brachland“.
Bis in die 1980er Jahre waren viele Bewohner der Stadt in den nahe gelegenen Schwefelminen Trabbia und Tallarita beschäftigt. Die große Armut der Bevölkerung vor allem im 18. und 19. Jahrhundert wurde von den Verwaltern der Minen ausgenutzt. Viele Familien mussten ihre Kinder als Schuldsklaven in den Minen arbeiten lassen, um überleben zu können. An die Leiden der Männer, Frauen und Kinder, die jeden Morgen und jeden Abend den einstündigen Weg zu den Minen zurücklegen mussten, erinnert heute ein großes Denkmal am Ortseingang.
1961 gründete der waldensische Pfarrer Tullio Vinay das Diakoniezentrum Servizio Cristiano, um die Armut zu bekämpfen. Zu Beginn waren die wichtigsten Schwerpunkte die Eliminierung des Analphabetismus unter Kindern und Jugendlichen, später auch Initiativen zur Verbesserung der Landwirtschaft und Weiterbildungsmöglichkeiten. Heute führt die waldensische Kirche in Riesi einen Kindergarten, eine Grundschule, ein Gästehaus, eine Familienberatungsstätte und betreibt Ackerbau.
Im Jahr 2001 wurde der Schriftsteller Ralph Giordano, dessen Großvater, der Dirigent Rocco Giordano in Riesi geboren wurde, zum Ehrenbürger (cittadino onorario) der Stadt ernannt.

## Politik und Soziales
Riesi leidet sehr unter der organisierten Kriminalität. Jedes Jahr sterben Menschen durch Konflikte innerhalb der Mafia; häufig findet Brandstiftung statt. Staatspräsident Giorgio Napolitano hat im Frühjahr 2006 den Bürgermeister und den Stadtrat wegen nachgewiesener Verbindungen zur organisierten Kriminalität des Amtes enthoben – ähnliches war in den vergangenen Jahrzehnten schon mehrfach geschehen. Danach wurde die Stadt kommissarisch durch die Regionalregierung in Palermo verwaltet, bis es im Juni 2008 zu Neuwahlen für den Stadtrat kam, die der derzeitige Bürgermeister Salvatore Buttigè in einer Stichwahl gewann.
Die große Armut bis nach dem Zweiten Weltkrieg und die ebenfalls schwierige soziale Situation bis heute zwangen viele Riesiner zur Auswanderung. Beliebte Ziele waren neben den großen Städten Italiens Belgien und Schweden. Viele Riesini verlassen auch heute noch nach dem Schulabschluss ihre Heimat, um eine Ausbildung in einer großen Stadt Italiens zu beginnen. Deswegen liegt die tatsächliche Bevölkerungszahl Riesis weit unter dem angegebenen Wert: 2014 waren 11.676 Menschen offiziell in Riesi registriert, 7.091 Riesiner lebten im Ausland.

## Wirtschaft
Seit dem Niedergang der Schwefelindustrie lebt die Stadt von der Landwirtschaft. Es werden Oliven, Mandeln, Weizen, Obst, Artischocken und anderes Gemüse angebaut. Es gibt eine genossenschaftliche und zwei private Ölmühlen. Die Winzergenossenschaft der umliegenden Orte hat ihren Sitz in Riesi, wo sie eine Kelter betreibt. Außerdem befinden sich in Riesi eine kleine Goldschmiedemanufaktur und kleine Maschinenbaubetriebe.

## Religion

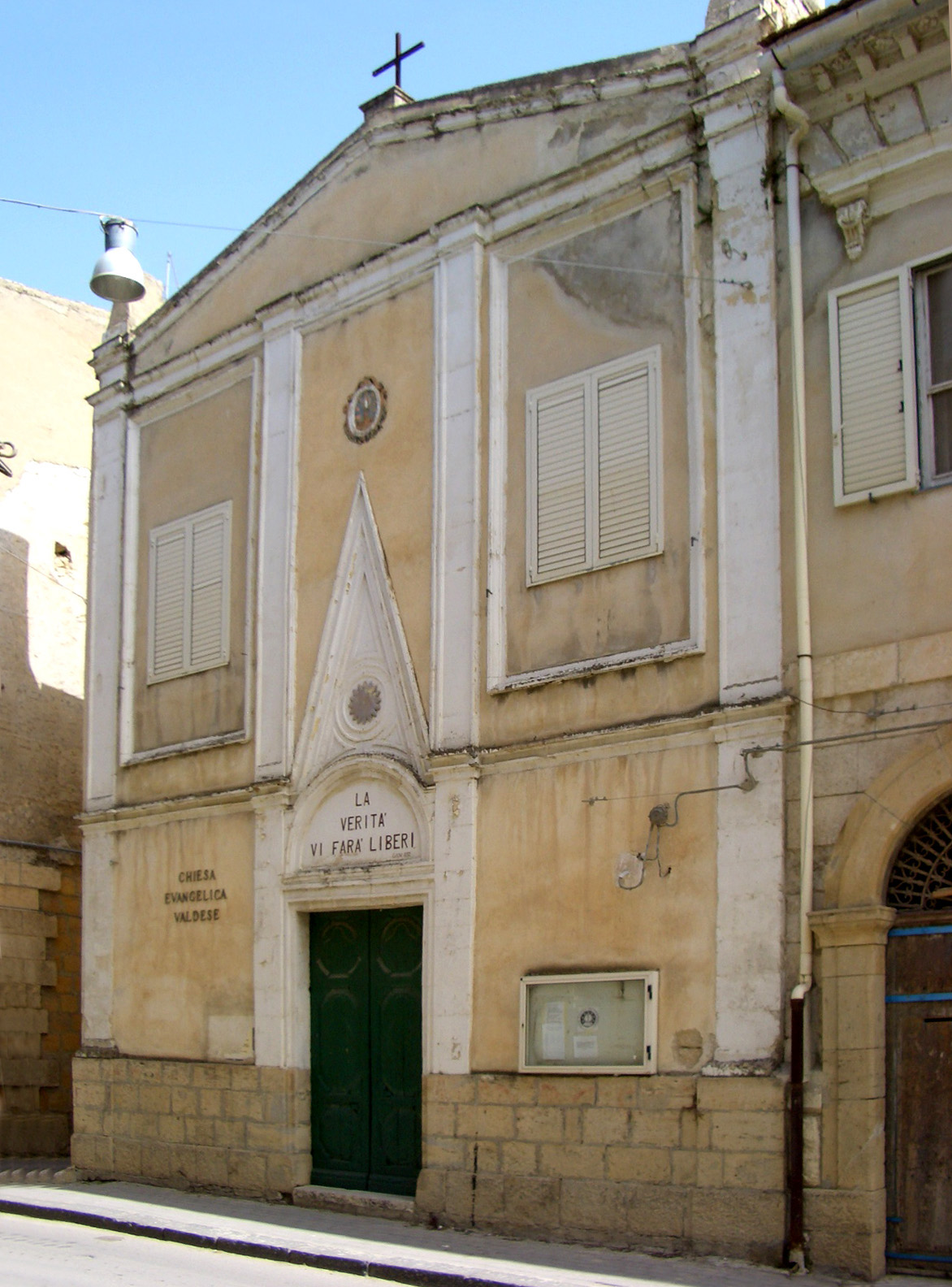
Waldenserkirche Riesi

Die Bevölkerung ist traditionell katholisch. Im 19. Jahrhundert gewann die waldensische Kirche, eine alte norditalienische protestantische Bewegung, durch missionarische Tätigkeit auf Sizilien stark an Einfluss. Zwischenzeitlich bezeichneten sich mehr als die Hälfte der Einwohner Riesis als „Waldenser“, obwohl sie weiterhin den katholischen Sonntagsgottesdienst besuchten. Daraufhin sandte die Kurie die Ordensgemeinschaft der Salesianer Don Boscos auf die Insel, um die Bevölkerung zum katholischen Glauben zurückzuholen. Heute existiert lediglich eine kleine waldensische Gemeinde von ca. 60 aktiven Gemeindemitgliedern mit ihren Familien in der Stadt. Zurückkehrende Auswanderer brachten neue Konfessionen in die Stadt, sodass es heute zwei Pfingstkirchen und einen Königreichssaal der Zeugen Jehovas gibt.

## Bauwerke
- Pfarrkirche Madonna Santissima della Catena, erbaut in der ersten Hälfte des 17. Jahrhunderts
- Kirche San Giuseppe, erbaut im 19. Jahrhundert
- Gebäudeensemble Monte degli Ulivi der Einrichtungen des Diakoniezentrums Servizio Cristiano der waldensischen Kirche, erbaut 1963–1966, der Architekt war Leonardo Ricci

## Feste
- Osterfeierlichkeiten, besonders am Karfreitag mit Passionsspielen, Prozessionen und Volksfest
- Patronatsfest der Heiligen Madonna della Catena am zweiten Sonntag im September mit Prozession und Volksfest
- Patronatsfest des Heiligen Giovanni Bosco mit Prozessionen im Januar

## Persönlichkeiten
- Filippo Scroppo (1910–1993), Maler und Intellektueller
- Calogero La Piana (* 1952), römisch-katholischer Geistlicher, Erzbischof von Messina 2007–2015